# Jørgen Friis (biskop)
 For alternative betydninger, se Jørgen Friis. (Se også artikler, som begynder med Jørgen Friis)
Jørgen Andersen Friis (omkring 1494-1547) var en dansk biskop.
Han var søn af Anders Friis til Haraldskær og Bodil Steenfeldt, i faderens andet ægteskab. Han omtales i 1518 som magister og kongelig skriver. Han var som sådan i 1518 i Stockholm, hvor han under en våbenhvile sluttet med Sten Sture blev overfaldet af nogle borgere og frarøvet sine penge, hvilket Christian 2. brugte som påskud til at opsige freden. 
Året efter optræder han som provst i Bogense. I 1520 opkrævede han som kongelig sekretær landehjælp i Jylland og blev af kongen udnævnt som domprovst i Viborg. Samme år anbefalede kongen og dronning Elisabeth ham som biskop i Viborg, uagtet at kapitlet ville vælge en anden, og uagtet hans ældre halvbroder Niels Friis, der var kantor i kapitlet, også søgte at få denne indbringende stilling. Jørgen Andersen Friis var omkring 27 år gammel, da han den 7. januar 1521 ved pavelig provision udnævntes til biskop af pave Leo 10.
Den unge biskop kom hurtigt i en række stridigheder. I 1521 kom han i en heftig strid med Christian 2.s lensmand i Ålborg Hans Tolder, da han ville tvinge jomfruerne i Marie Kloster i Ålborg til at flytte til Sebber Kloster og lægge klostergodset hertil. Også med de andre klostre i stiftet kom han i strid. 
Friis valgte at være med til at vælte kongen, efter at Christian 2.s love havde truet med at indskrænke biskoppernes magt. Medvirkende var også, at kongen beskattede biskoppernes indtægter og desuden havde frakendt Jørgen Friis Stolliggård i Sønderjylland, som Friis havde en retstvist med Ove Lunge til Tirsbæk om. I hans bispegård blev der i december 1522 holdt møder mellem de jyske rigsråder, der besluttede Christian 2.’s fald, og Friis tog ligeledes stor del i de følgende begivenheder.
I begyndelsen synes han også at have stået sig nogenlunde med Frederik 1., og han var således i 1525 et af de danske sendebude til de forgæves forhandlinger i Lübeck om Christian 2.’s genindsættelse. 
Det blev hans sidste offentlige hverv; for samme år begyndte Hans Tausen sin lutherske agitation i Viborg, og allerede samme år kom det til optøjer i Viborg mod biskoppen. Det gentog sig senere med fornyet voldsomhed, da biskoppen havde sendt sine tropper til Gråbrødrekirke for at gribe Hans Tausen, hvilket væbnede borgere forhindrede. Biskoppen forlod da byen og opholdt sig på sine bispegårde, indtil han omkring 1528 fik opført Ny Hald ved Hald Sø, med store volde og et anseligt fangetårn. Men han kunne ikke forhindre bevægelsen i Viborg og måtte se på, at byens sognekirker blev revet ned, at de større klosterkirker blev omdannet til sognekirker, og at der rundt om i stiftet etablerede sig lutherske præster, der giftede sig og trodsede biskoppen med støtte i kongelige beskyttelsesbreve.
Jørgen Friis lå i stid med adelen, der søgte at få hans gods, og med kongen om afgifter fra Mors og Fjends Herred og om landehjælpen, som han ikke kunne aflægge et tilfredsstillende regnskab for. Herrederne blev en lang tid taget fra ham, og når han forlangte afgifter af præster og kirker, påberåbte de sig kongens beskyttelsesbreve. 
Selv sin bror Niels Friis lå han i strid med, da han ville have dennes Sebber Kloster, hvormed han var forlenet. Jørgen Friis skubbede derved broderen til at slutte sig til lutherdommen. I årene 1529 og 1530 måtte Jørgen Friis endog finde sig i, at hans domkirke kom i protestanternes hænder, at den katolske gudtjeneste ophørte, og en protestantisk indførtes. Samtidig led han den tort, at en pavelig bandbulle blev opslået på kirkedørene mod ham selv i anledning af en mindre sag med en anden prælat.
Jørgen Friis hadede derfor Frederik 1. og sagde efter kongens død: "Gid jeg var en djævel, at jeg kunne plage hans sjæl i Helvede".
Som følge af en større myndighed, som biskopperne havde fået på herredagen i 1533, faldt han over de lutherske præster rundt om i sit stift. Selve Viborg by kunne han dog ikke få bugt med, og det lykkedes ham end ikke at få katolsk gudstjeneste i domkirken, selv om rigsrådet havde befalet det. 
Da Grevens Fejde brød ud, måtte han ved et møde i Ry i juli 1534 slutte sig til hertug Christian. Han havde i dennes tjeneste forskellige hverv og deltog i rigsrådsmøder, men måtte finde sig i, at alle de forfølgelser, som han i den kongeløse tid havde begyndt, blev bragt for kongens domstol straks efter kongehyldingen i Viborg i marts 1535. I august 1536 blev han fanget, da han fredeligt gik Erik Banner, Peder Ebbesen Galt og Johan Rantzau i møde, da de nærmede sig Hald Slot. Han kom i sit eget fangetårn, hvorfra han dog synes at være ført til andre borge. 
Han blev først sat fri, efter den 9. august 1538 at have erklæret at ville finde sig i den nye tilstand. Senest fra 1542 fungerede han igen som rigsråd og havde herefter mindre hverv. Han var i 1542 en af de kommissærer, der takserede det bøndergods i Vendelbo Stift, som bønderne fik fradømt som følge af oprøret under Skipper Clement. Fra 1540 var han blevet 
forlenet med Vrejlev Kloster og noget bispegods. I 1536 havde han købt Krastrup i Slet Herred. 
Han levede herefter ugift, til han døde omkring 53 år gammel.